# Valdštejnsko (dvůr)
Valdštejnsko je barokní komplex zemědělského hospodářského dvora z přelomu 17. a 18. století, položený v katastrálním území Mašov u Turnova a evidenční části města Turnov, jihovýchodně od Turnova u hlavní silnice na Jičín. Architektonicky cenné jsou zejména dvě vjezdové brány, které ctí barokní cítění symetrie. Komplex je památkově chráněný, do státního rejstříku byl zapsán 26. března 1964 pod číslem 6-2631.

## Historie
Okolí panského dvora bylo osídleno již v dobách středověku. Dokládají to hojné středověké sídlištní nálezy, které se objevují zejména po orbě na poli při Nové Vsi – Vystrkalově. Později zde vznikla vesnice Nová Ves.
Po třicetileté válce bylo obyvatelstvo z úrodného údolí říčky Libuňky na příkaz majitelů hruboskalského panství Valdštejnů odsunuto do vesnic pod Kozákovem na méně úrodná pole. Uvolněné pozemky pak byly rozděleny mezi nově založené hospodářské dvory Hořensko, Kyselovsko a Valdštejnsko.
V roce 1821 koupil celé Hruboskalské panství od Valdštejnů Jan Lexa z Aehrenthalu. V roce 1945 byl Aehrenthalům majetek zkonfiskován na základě Benešových dekretů [zdroj?].
Od 60. let 20. století spadal statek pod státní podnik SEMPRA. Probíhalo zde šlechtění květin a zeleniny. V roce 1993 odkoupila polovinu areálu včetně sýpky soukromá společnost a začala s postupnými opravami. Sýpka je využívána jako sklad, přilehlé správní budovy jako kanceláře.
V roce 2008 byla vyměněna střecha. V roce 2009 dostala sýpka nové vnější omítky. Byl odstraněn nevhodný novodobý nástřik hrubou betonovou maltou do úrovně 1. patra. Beton nahradily původní vápenné omítky. Rekonstrukce se dočkaly i obě brány. Objekt je v noci ze strany od silnice nasvícený.

## Popis
Dvůr Valdštejnsko je čtyřdílný uzavřený komplex s vnitřním dvorem postavený v barokním stylu. Dominantní je třípatrový čelní objekt sýpky určené pro skladování obilí. K té na nárožích přiléhají dvě symetrické brány. K bránám jsou v pravém úhlu přistavěny přízemní objekty, které tvoří jihovýchodní a severozápadní křídla původního areálu. Dvůr uzavírá severovýchodní křídlo tvořené několika novodobými hospodářskými objekty.
Brány zdobí do kamene tesaný znak Valdštejnů, dvě kamenné šišky ve vázách na krajích a kamenné krystalické těleso v nejvyšším bodě brány.
Zajímavostí je částečně dochovaná původní dlažba z lámaného čediče na vnitřním nádvoří.